# Arbeitsgericht Oberviechtach
Das Arbeitsgericht Oberviechtach war ein bayerisches Arbeitsgericht mit Sitz in Oberviechtach.

## Geschichte
Gemäß Arbeitsgerichtsgesetz vom 23. Dezember 1926 wurden in Deutschland Arbeitsgerichte gebildet. Diese waren nur in der ersten Instanz organisatorisch selbstständige Gerichte, die Landesarbeitsgerichte waren den Landgerichten zugeordnet. Am Landgericht Amberg entstand so 1927 das Landesarbeitsgericht Amberg als eines von 23 Landesarbeitsgerichten in Bayern. In Oberviechtach entstand das Arbeitsgericht Oberviechtach als eines von elf Arbeitsgerichten des Landesarbeitsgerichtes. Sein Sprengel umfasste den Gerichtsbezirk des Amtsgerichtes Oberviechtach. Es bestand eine allgemeine Kammer für Arbeiter und Angestellte und eine Kammer für das Handwerk.
Bereits 1929 wurde die Zahl der Arbeitsgerichte deutlich reduziert. Das Arbeitsgericht Oberviechtach wurden aufgehoben und sein Sprengel dem Arbeitsgericht Schwandorf zugeordnet.